# Mako, die Bestie
Mako, die Bestie ist ein US-amerikanischer Horrorfilm aus dem Jahre 1976 von William Grefe mit Richard Jaeckel in der Hauptrolle.

## Handlung
Sonny Stein dient als GI im Vietnamkrieg. Auf der Flucht vor Angreifern werden diese von Makohaien getötet, während er verschont wird. Er stellt fest, dass er eine besondere Verbindung zu den Haien hat. Nach dem Krieg arbeitet er auf den Philippinen in der Schiffsbergung; dort erhält er von einem Schamanen ein Medaillon, durch welches er eine telepathische Verbindung mit den Haien aufnehmen kann. Nach seiner Rückkehr nach Key West verschreibt sich Stein dem Schutz der Haie. Während er zu diesen ein enges Verhältnis hat, ist seine Menschenkenntnis mangelhaft; mit der Zeit wendet er sich immer mehr von der Gesellschaft ab. Aufmerksam auf dessen Fähigkeiten geworden, wird Stein vom Wissenschaftler Whitney und dem Nachtclubbesitzer Barney angesprochen. Er verrät dem Wissenschaftler wo dieser die Haie im Meer finden kann; Whitney fährt daraufhin mit seinen Helfern Pete und Charlie hinaus und tötet mehrere Haie. Stein ermordet die drei Männer und wirft ihre Körper den Haien vor. Barney will derweil einen Hai in einer Stripshow mit seiner Frau Karen verwenden; hierzu quält er das Tier. Auch an Barney nimmt Stein Rache.
Als er sein Medaillon verliert, wird schließlich auch Stein von den Haien getötet.

## Hintergrund
Die Erstaufführung in Deutschland erfolgte auf Video, es fand keine Kinoauswertung statt. Bei der Ausstrahlung im Fernsehen wurde auch der Alternativtitel „Mako, der Killerhai“ verwendet. In Cameorollen als Streifenpolizisten sind der Delfinschützer und Tierbefreiungsaktivist Richard O’Barry sowie Luke Halpin (Sandy Ricks aus der Serie Flipper) zu sehen.

## Kritik
„Blutrünstiger Horrorfilm, der versucht, auf der Hai-Welle mitzuschwimmen.“